# 全国お祭りチャンネル
お祭りチャンネル（yosanet 全国お祭りチャンネル）は2006年4月から2008年7月までインターネット上で展開していた祭り専用の無料インターネットテレビ。

## 過去の主な配信済み動画
- 博多どんたく
- 祇園祭
- 天神祭
- 青森ねぶた祭り
- 竿燈祭り
- 郡上おどり
- 岸和田だんじり祭り
- 長崎くんち
- 西条祭り
- なまはげ
- 八木節踊り
- 安来節どじょうすくい踊り
- さっぽろ雪まつり
- 長崎ランタンフェスティバル
- 佐渡おけさまつり
- 仙台・青葉祭り
- YOSAKOIソーラン祭り
- 博多祇園山笠
- 阿波踊り

## 歴代のリポーター
- 岸本尚実
- 会田幸恵
- 植田奈津子
- 安藤桂子
- 名久井麻利

など。